# Bonabes Ier de Rochefort
Bonabes Ier de Rochefort (mort en 1338) est un ecclésiastique qui fut évêque de Nantes en 1338.

## Origine
Bonabes dit parfois Barnabé ou « Bonus abbas » de Rochefort était le fils de Thibaut de Rochefort et d'Anne de la Rochediré et le grand-oncle de l'évêque Bonabes II de Rochefort dont le grand-père Guillaume, était le frère ainé de l'évêque Bonabes Ier 

## Biographie
Après la mort le 14 février 1337 de l'évêque de Nantes Daniel Vigier, le chapitre de chanoines élit comme successeur Bonabes de Rochefort, chanoine de Nantes et d'Angers. Ce dernier a la faveur du duc Jean III de Bretagne qui lui avait obtenu un canonicat au Mans en 1317. Le pape Benoit XII met alors en avant le « droit de réserve général » de désigner le successeur d'un évêque qu'il avait étendu à la Bretagne le 30 août 1336  afin de complaire au pouvoir royal. Toutefois le nouvel élu résidait à la Curie romaine et le pape l'appréciait. Afin de manifester son autorité, il casse l'élection, nomme Bonabes de Rochefort évêque et le consacre avant de l'autoriser à quitter son poste. Après la mort de Bonabes quelques mois plus tard, le chapitre veut de nouveau marquer son indépendance en élisant Guillaume de Machecoul un parent éloigné du duc de Bretagne. Benoit XII refuse de satisfaire une nouvelle fois le chapitre et impose le 14 juillet 1340  comme évêque un personnage résidant lui aussi à la curie Olivier Salahadin, doyen de l'Église de Paris.